# Herbert Trenkler

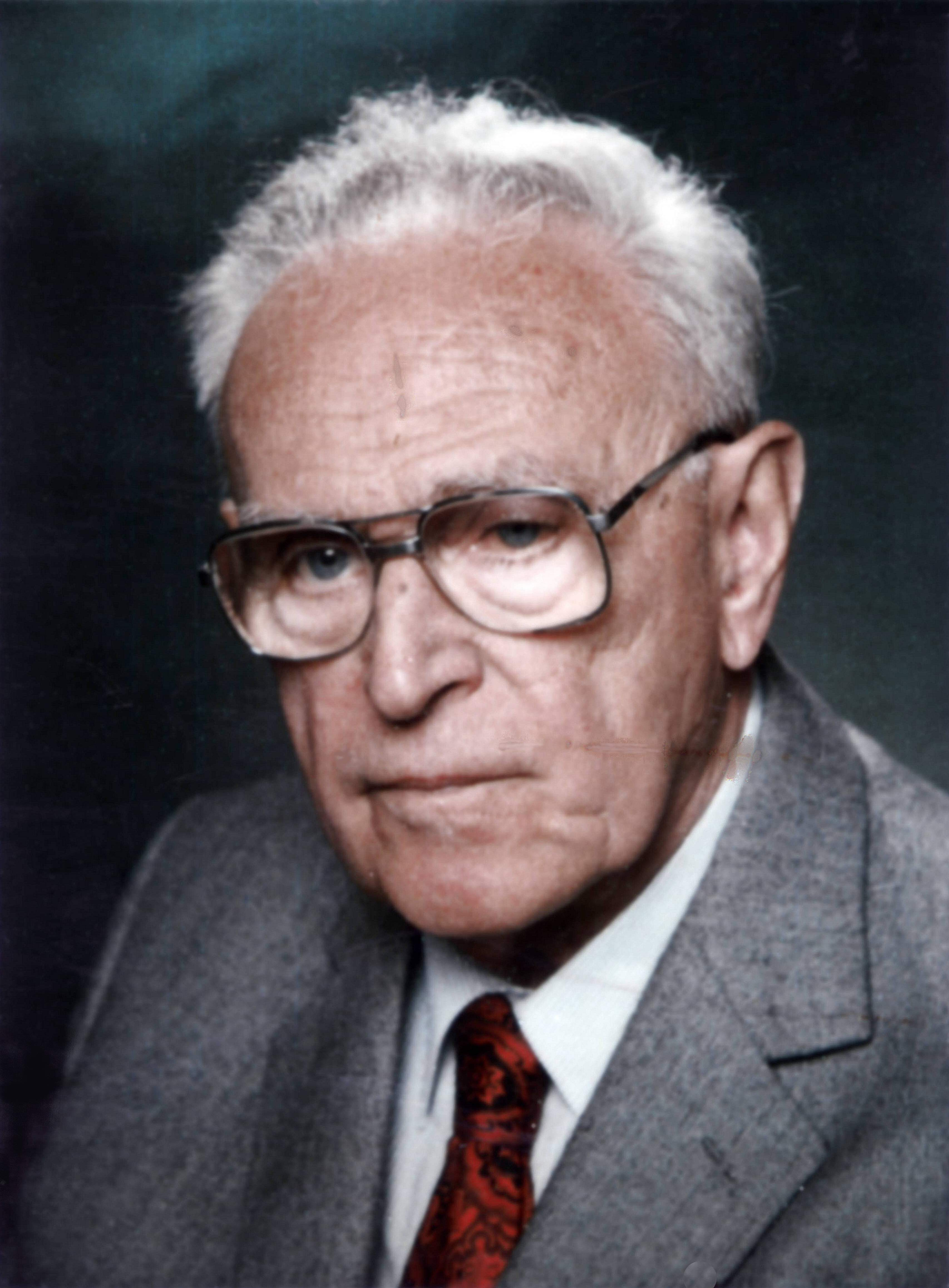
Herbert Trenkler (ca. 1983)

Herbert Trenkler (* 28. Dezember 1907 in Königshof (Böhmen); † 20. Juni 1992 in Leoben) war ein österreichischer Ingenieur und Montanwissenschaftler.

## Leben

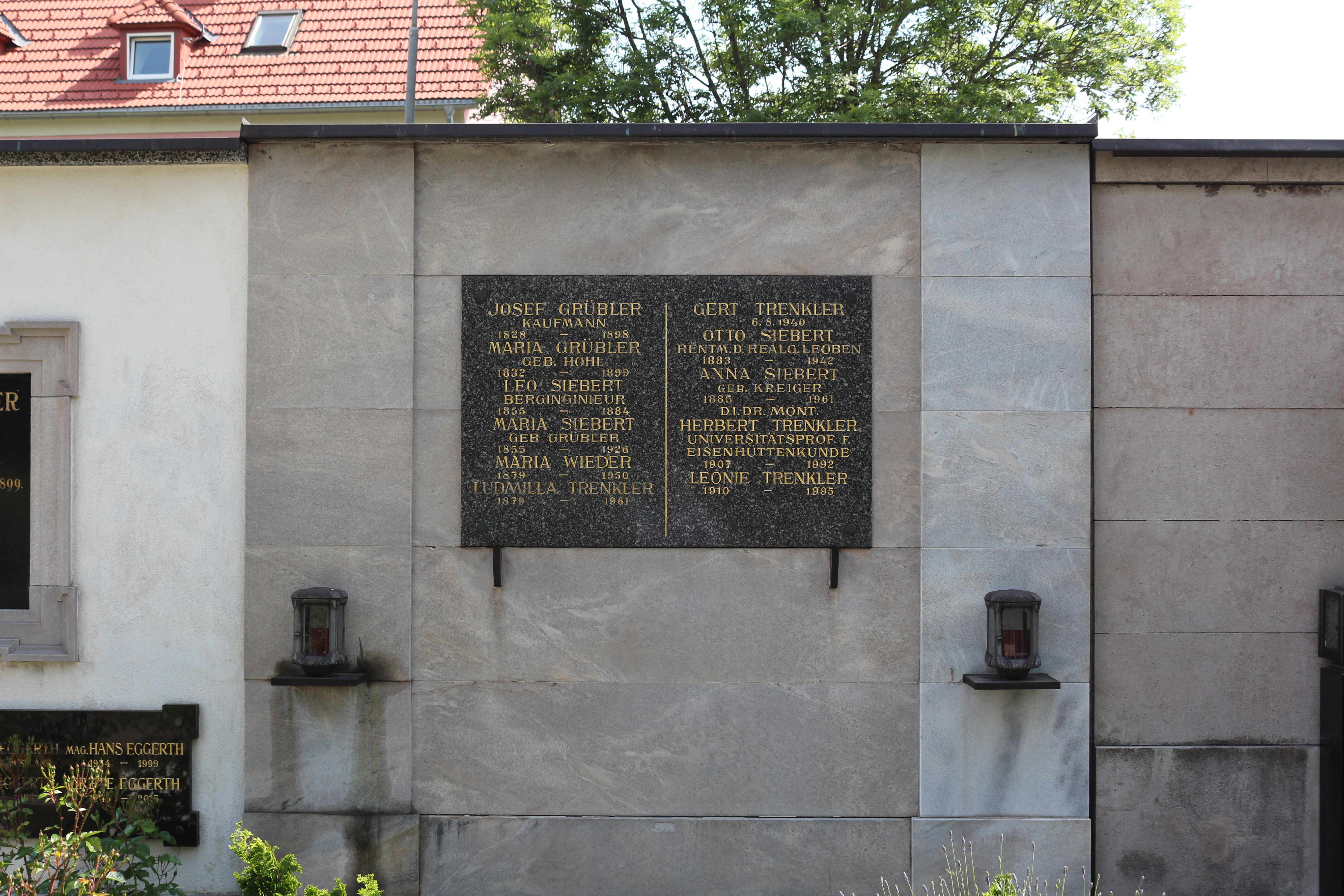
Grab von Herbert Trenkler am Zentralfriedhof Leoben (Mai 2018)

Trenkler studierte ab 1926 an der Technischen Hochschule München Physik. 1926 wurde er im Corps Suevia München aktiv. Da er sich der Metallurgie zuwenden wollte, wechselte er 1927 nach der Reception an die Montanistische Hochschule Leoben. Dort wurde er sogleich Zweibändermann beim Corps Montania. In drei Semestern zeichnete er sich als Senior aus. Nach dem Studium wurde er Assistent am Leobener Institut für Eisenhüttenkunde, in dem er seine Doktorarbeit schrieb. Zum Dr. Ing. promoviert, war er ab 1933 Stahlwerksassistent bei der Dillinger Hütte und der Gutehoffnungshütte in Oberhausen. 1940 kam er als Direktor zum Stahlwerk in Hagondange. Ab 1944 leitete er die Reichswerke Hermann Göring in Watenstedt (Salzgitter). In der Nachkriegszeit in Österreich übernahm er 1946 die Leitung eines Stahlwerks der VÖEST. Seit 1947 Hüttendirektor, war er maßgeblich an der Entwicklung des Linz-Donawitz-Verfahrens beteiligt. Die Montanuniversität Leoben berief ihn 1958 auf den Lehrstuhl für Eisenhüttenkunde. 1962/63 und 1963/64 war er Rektor der Montanistischen Hochschule. Bis zu seiner Emeritierung im Jahre 1977 war er auch als Institutsvorstand tätig. Von 1958 bis 1978 war er Vorstandsmitglied und Vorsitzender des Fachverbandes  Eisenhütte Österreich. Am 20. Juni 1992 starb Trenkler 84-jährig in Leoben und wurde am Zentralfriedhof Leoben begraben; seine Frau Leonie (1910–1995) starb drei Jahre später und wurde an seiner Seite beerdigt.

## Ehrungen (Auswahl)
- Goldenes Ehrenzeichen für Verdienste um die Republik Österreich
- Ehrenring des Landes Steiermark
- Großer Ehrenring der Stadt Linz
- Dr.-Karl-Renner-Preis der Stadt Wien, mit Otwin Cuscoleca, Felix Grohs, Hubert Hauttmann, Fritz Klepp, Wolfgang Kühnelt, Rudolf Rinesch, Kurt Rösner für die Erfindung des LD-Verfahrens (1959)[2]
- Wilhelm-Exner-Medaille des österreichischen Gewerbevereins (1970)[3]
- Wissenschaftspreis der UNESCO
- Peter-Tunner-Medaille der Österreichischen Gesellschaft für Metallurgie und Werkstofftechnik
- Korrespondierendes Mitglied der Österreichischen Akademie der Wissenschaften
- Österreichisches Ehrenzeichen für Wissenschaft und Kunst (1970)
- Ehrenmitglied des Vereins Deutscher Eisenhüttenleute
- Frederico-Giolitti-Medaille der Associazione Italiana di Metallurgia (1974)[4]